# 馬爾多尼赫島

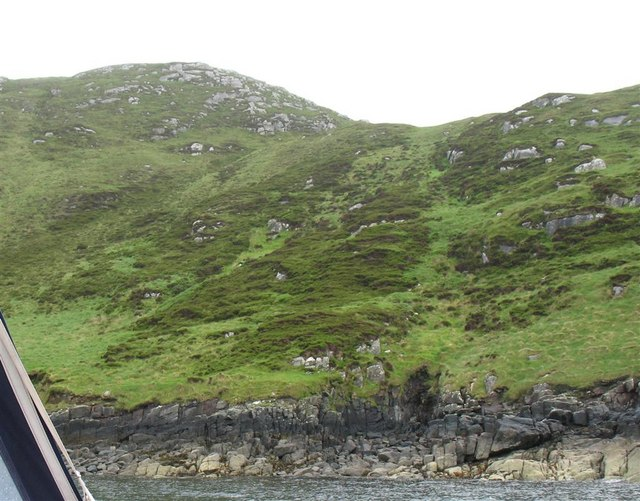

馬爾多尼赫島是蘇格蘭的島嶼，位於大西洋海域，屬於外赫布里底群島的一部分，面積0.78平方公里，最高點海拔高度153米，島上無人居住。
56°55′9″N 7°26′35″W / 56.91917°N 7.44306°W